# Circuit urbain du Caesars Palace
Ne doit pas être confondu avec Circuit urbain de Las Vegas.
Le circuit automobile du Caesars Palace est un circuit automobile urbain utilisé lors de quatre éditions du Grand Prix automobile de Las Vegas, notamment celles de 1981 et 1982 qui ont compté pour le championnat du monde de Formule 1.
Ce circuit provisoire, lisse et plat, de 3,650 km, tracé sur l'immense parking de l'hôtel-casino Cæsars Palace de Las Vegas, ressemblait à une piste de karting, ce qui ne favorisait pas les dépassements.
Si le casino a œuvré pour amener la dernière épreuve du championnat de Formule 1 à Las Vegas, le public ne se déplace pas pour autant en masse pour s'installer dans la fournaise d'un parking bétonné : seuls 30 000 spectateurs sont présents en 1982, de loin l'affluence la plus faible de toute la saison. Seulement deux éditions y sont organisées avant sa fermeture, l'épreuve étant trop ennuyeuse.
Les conditions de course sont éprouvantes à cause de la chaleur, du tracé très sinueux et du sens anti-horaire inhabituel. Lorsque Nelson Piquet y remporte son premier titre en finissant cinquième de la première édition, il lui faut un quart d'heure pour se remettre de son épuisement.

## Liens externes

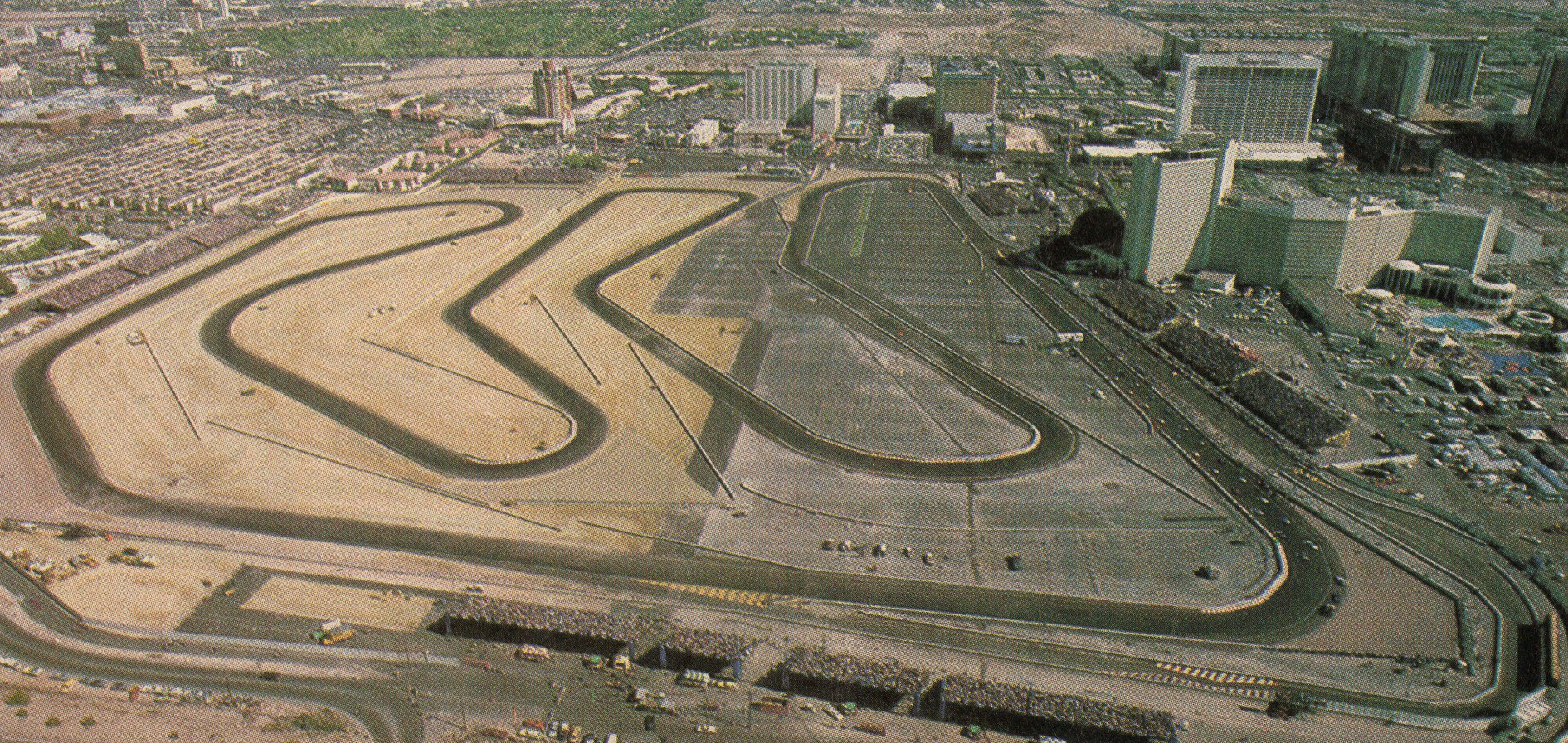
Vue aérienne.

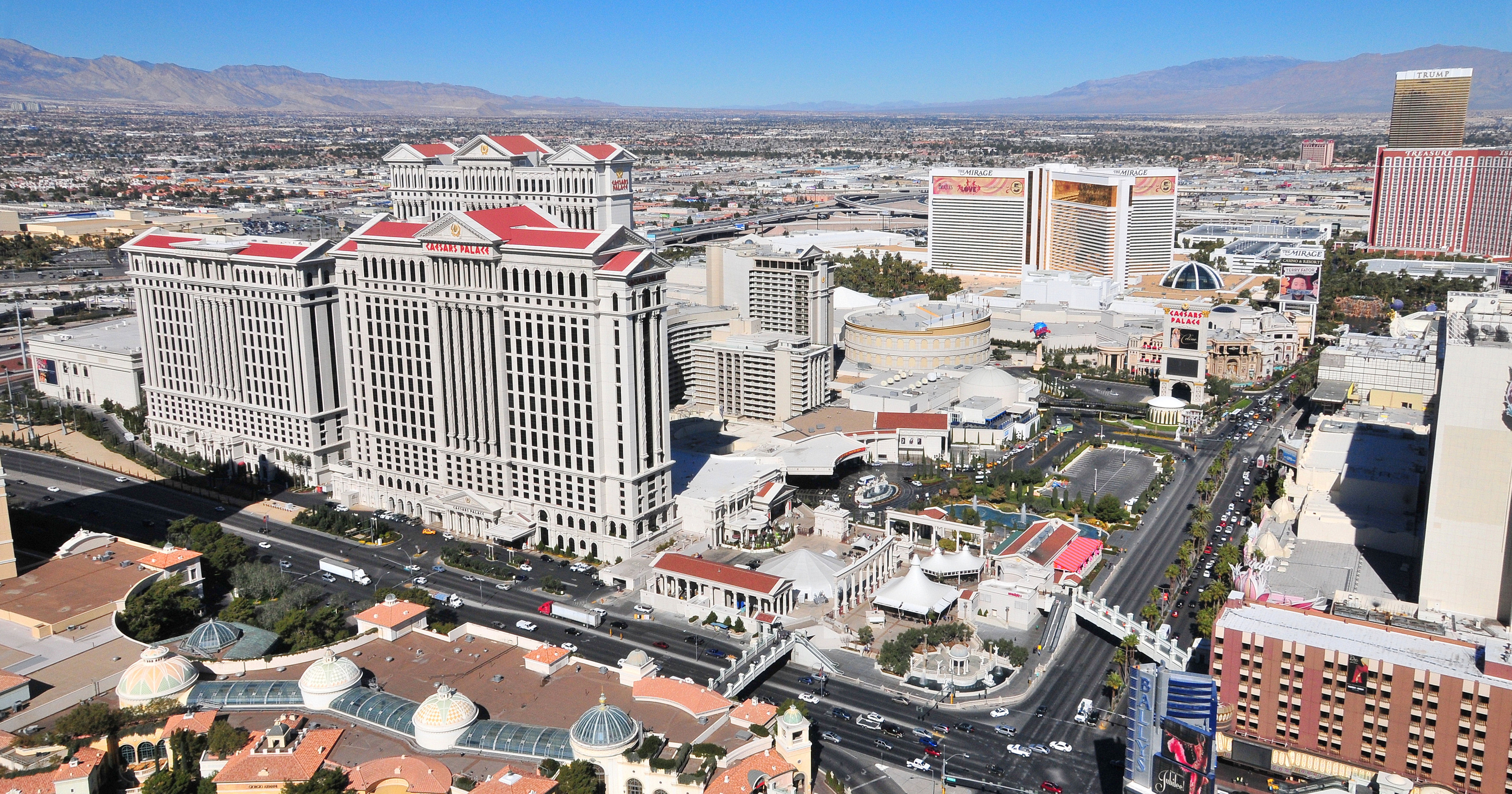
Vue aérienne du site en 2013 : les anciens parkings ont laissé place à des bâtiments.

## Palmarès du Grand Prix de Las Vegas de Formule 1
| Année | Vainqueur        | Voiture       | Résultats |
| 1981  | Alan Jones       | Williams-Ford | Résultats |
| 1982  | Michele Alboreto | Tyrrell-Ford  | Résultats |